# Эберкромби, Нил
Нил Эберкромби (англ. Neil Abercrombie; род. 26 июня 1938, Буффало, Нью-Йорк) — американский политик, представляющий Демократическую партию, 7-й губернатор штата Гавайи.

## Биография

### Ранние годы
Эберкромби родился в Буффало, штат Нью-Йорк, в семье Веры Джун (урожденная Грейдер) и Джорджа Дональда Эберкромби. У него английские, ирландские и немецкие корни. После окончания средней школы Уилльямсвилль, он в 1959 году получил степень бакалавра социологии в Юнион-колледже в Скенектади. Затем Эберкромби продолжил обучение в Гавайском университете в Маноа, где получил степень магистра в области социологии, а затем докторскую степень в американистике. В Гавайском университете он вместе посещал занятия и подружился с родителями 44-го президента США Барака Обамы, Энн Данхэм и Бараком Обамой-старшим.

### Политическая карьера
Эберкромби впервые участвовал в политической кампании в 1970 году как «Супер Сенатор», выдвинув свою кандидатуру в Сенат США. Отличительным символом ранних кампаний Эберкромби было жёлтое такси с его изображением, использование которого было мотивировано отсутствием денег на традиционные методы агитации. С 1980 по 1986 год он был сенатором штата Гавайи. В сентябре 1986 года, на внеочередных выборах, Эберкромби был избран в Конгресс США. С 1988 по 1990 год он работал в городском совете Гонолулу.
В 1990 году Эберкромби был вновь избран в Конгресс, и затем переизбирался ещё десять раз. На выборах 2008 года он победил, набрав 70,6 % голосов. В 2001 году Эберкромби поддерживал и голосовал за закон «Ни одного отстающего ребёнка» (англ. No Child Left Behind Act). 10 октября 2002 года он был одним из 133 членов Палаты представителей, которые голосовали против введения войск в Ирак. Он стал соавтором законопроекта № 1312 о запрете штурмового оружия (англ. Assault Weapons Ban and Law Enforcement Protection Act of 2005) 28 июля 2005 года. Эберкромби также выступает за признание Ватиканом пыток грехом.
Эберкромби был одним из девяти членов Палаты представителей, которые не голосовали за или против Патриотического акта в 2001 году. В 2005 году он голосовал против продления акта, назвав его «карт-бланшем, направленным на попирание гражданских свобод». В 2007 году он был соавтором законопроекта № 676 о национальной программе медицинского страхования. 28 февраля 2010 года, за три недели до голосования за законопроект № 3590 о защите прав пациентов и доступной медицине (англ. Patient Protection and Affordable Care Act), Эберкромби ушёл из Конгресса.

### Губернатор штата Гавайи

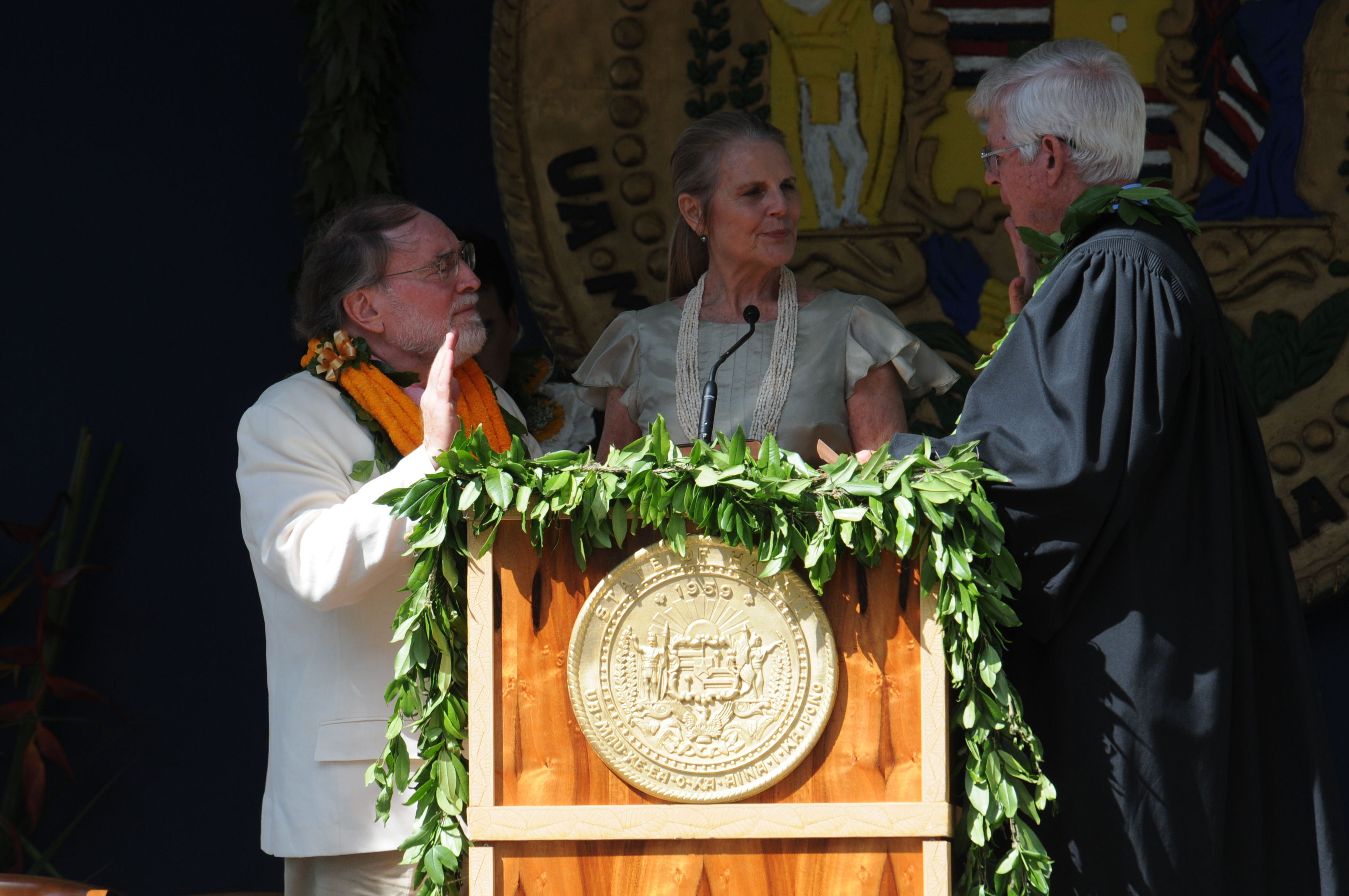
Нила Эберкромби приводят к присяге в качестве губернатора Гавайев

9 марта 2009 года Эберкромби объявил о своём намерении баллотироваться на пост губернатора штата Гавайи. 11 декабря 2009 года он объявил, что уйдёт в отставку из Конгресса, чтобы сконцентрироваться на выборах. 18 сентября 2010 года, на первичных выборах, Эберкромби обошёл бывшего мэра Гонолулу Мафи Ханнеманна, набрав 59,3 % голосов против 37,7 % у соперника.
2 ноября 2010 года Нил Эберкромби победил республиканца Джеймса Эиону с результатом 57,8 % к 40,8 %, и стал седьмым губернатором Гавайев. 6 декабря 2010 года Эберкромби был приведён к присяге.
В феврале 2011 года Эберкромби подписал закон о легализации однополых браков. Его предшественник, Линда Лингл, ранее наложила вето на этот законопроект. По данным одного из опросов, его рейтинг на протяжении первого года пребывания в должности постоянно снижался. В октябре 2011 года в отставку ушли некоторые заместители губернатора, а в его ведомстве была проведена реорганизация.

### Личная жизнь
В 1981 году Эберкромби женился на Нэнси Кэревей, политологе и феминистской писательнице из исследовательского центра глобализации Гавайского университета в Маноа.
Эберкромби занимается тяжёлой атлетикой. В 2006 году Общество шотландцев Гавайев назвало Эберкромби «шотландцем года».